# Ji-Paraná
Ji-Paraná – miasto w Brazylii leżące w stanie Rondônia.
Na obszarze miasta liczącym 6897 km² mieszkało w 2006 roku 113 453 ludzi.